# Roussette du Sulawesi
Rousettus celebensis
Espèce
Statut de conservation UICN

 LC  : Préoccupation mineure
La Roussette de Sulawesi (Rousettus celebensis) est une espèce de roussettes, endémique de l'Indonésie.